# Kapelle
Kapelle  è una municipalità dei Paesi Bassi di 12.361 (al 1º gennaio 2010) abitanti situata nella provincia della Zelanda.
Il comune di Kapelle è formata da 4 centri urbani: Kapelle, Wemeldinge, Biezelinge e Schore.